# Niedersächsisches Landesamt für Lehrerbildung und Schulentwicklung
Das Niedersächsische Landesamt für Lehrerbildung und Schulentwicklung (NiLS) ist eine ehemalige Behörde des Landes Niedersachsen, das am 1. Januar 2011 mit der Niedersächsische Schulinspektion (NSchI) zum Niedersächsischen Landesinstitut für schulische Qualitätsentwicklung zusammengelegt wurde. Das Landesamt mit Sitz in Hildesheim hatte mit dem 1. Februar 2004 wesentliche Aufgaben der früheren Institutionen Niedersächsisches Landesprüfungsamt für Lehrämter (NLPA) und Niedersächsisches Landesinstitut für Schulentwicklung und Bildung (NLI) übernommen.
Das NiLS war dem Niedersächsischen Kultusministerium unterstellt. Die zentralen Aufgaben des Landesamtes waren die Durchführung der Ersten und Zweiten Staatsprüfungen in allen Lehrämtern im Rahmen der Lehrerausbildung, die Initiierung und Unterstützung von Qualitätssicherung in Schule und Schulsystem sowie die Unterstützung landesweiter Evaluationsvorhaben.

## Aufgabengebiete des NiLS für das Schulwesen
- Lehrerbildung
- Schulentwicklung
- Evaluation
- Information und Kommunikation

Zur Erfüllung dieser Aufgabenbereiche betrieb das NiLS unter anderem den Niedersächsischen Bildungsserver (NiBiS).
Die grundsätzliche Verantwortung für die Ersten und Zweiten Staatsprüfungen für alle Lehrämter wurde von der Zentrale des Landesamtes wahrgenommen. Das NiLS sichert die Einhaltung der Prüfungsbestimmungen und gewährleistet landesweit einheitliche Prüfungsstandards. Auch die Vergleichbarkeit der Beurteilung von Prüfungsleistungen im Rahmen der Staatsexamina an den Universitäten obliegt dem NiLS. Dazu wurden die Außenstellen an den Universitätsstandorten unterhalten. Diese gewährleisten die Rechtmäßigkeit des Prüfungsgeschehens und gehen Beschwerden nach. Dem NiLS war auch das Prüfungsamt für den Erwerb der fachbezogenen Hochschulzugangsberechtigung zugeordnet.
Das Landesamt ermittelte den von den Schulen und Schulbehörden formulierten Unterstützungsbedarf und entwickelt Unterstützungsangebote. Die fachliche Beratung von Schulen und Schulbehörden bei der Umsetzung bildungspolitischer Entscheidungen wurde vom NiLS angeboten. Für die Schulentwicklung und die interne Evaluation galt das Prinzip der Schul- und Ortsnähe.
Das Kultusministerium konnte den Umfang der Aufgaben des NiLS beschränken oder dem Landesamt neue Aufgaben zuweisen, insbesondere im Zusammenhang mit der Neuordnung von Schulverwaltung und Schulaufsicht. So wurde aufgrund einer Koalitionsvereinbarung vom 25. Februar 2008, das NiLS mit der Errichtung einer Führungsakademie für das Schulwesen in Niedersachsen beauftragt.
Seit Oktober 2008 war die SEIS (Selbstevaluation in Schulen) Deutschland Geschäftsstelle am NiLS eingerichtet. SEIS stellte damals rund 5.000 Schulen Fragebögen zur Qualitätsverbesserung zur Verfügung und wertete diese in Form von Berichten aus. Auftraggeber war ein Länderkonsortium. Es wurden über 1.000.000 Schüler, Lehrer, Eltern, Mitarbeiter und Ausbilder mit Hilfe von SEIS befragt.

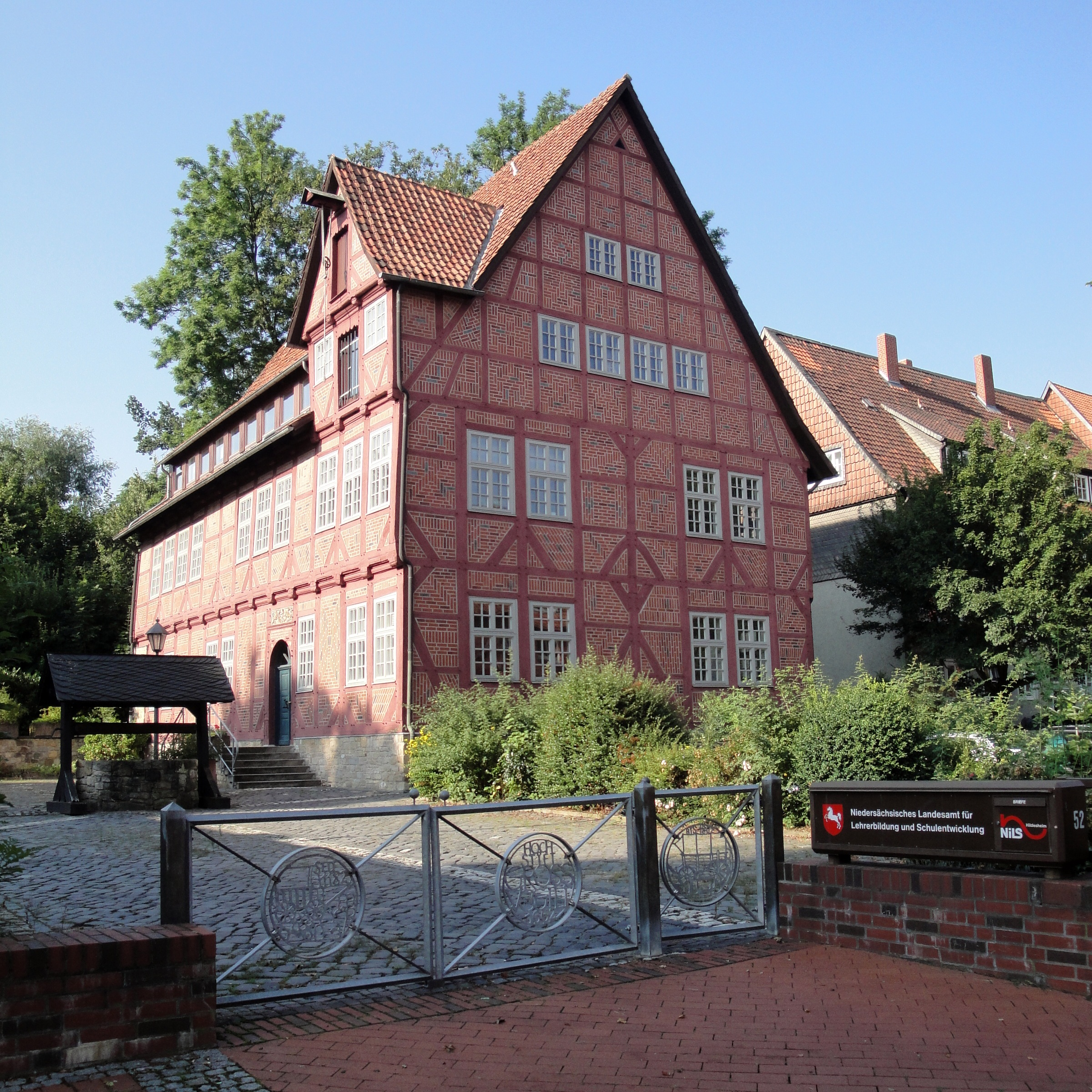
Bibliothek des NiLS in der Großvogtei in Hildesheim

Seit September 2008 war der frühere Grünen-Politiker Wolf-Dieter Hasenclever Präsident des NiLS.

## Außenstellen des NiLS
Das NiLS unterhielt Außenstellen an den Universitätsstandorten Braunschweig, Göttingen, Hannover, Lüneburg, Oldenburg und Osnabrück. Seine Bibliothek war in Hildesheim in der Großvogtei, einem vollständig erhaltenen Barock-Fachwerkbau von 1662 untergebracht.